# Mokradle (Ociesęki)
Mokradle – część wsi Ociesęki w Polsce, położona w województwie świętokrzyskim, w powiecie kieleckim, w gminie Raków.
W latach 1975–1998 Mokradle administracyjnie należało do województwa kieleckiego.